# Horodnic de Jos
Horodnic de Jos település Romániában, Bukovinában, Suceava megyében.

## Története
Horodnic de Jos és környéke már az őskorban is lakott hely volt. Területén i.e. 6000-2000-ből származó leletek kerültek napvilágra (sírok, tűzgyújtási eszközök, kerámia).
A települést a 14. század végén már említették. Itt épült fel Moldva egyik legrégibb kolostora is, mely azonban a 18. század elején elpusztult.
1717-ben a kolostor romjai közelében egy fatemplomot építettek, melyet Szent Kereszt Felmagasztalására szenteltek fel.

## Itt éltek, itt születtek
- Demetrius Aelipcean (1927-1987) - író, újságíró.